# Beto O'Rourke
Robert Francis (Beto) O'Rourke (El Paso (Texas), 26 september 1972) is een Amerikaans politicus. Hij was van 2013 tot 2019 lid van het Huis van Afgevaardigden namens Texas. Hij baarde in november 2018 opzien door als Democraat bij de senaatsverkiezingen de Republikein Ted Cruz bijna te verslaan, een opvallende prestatie aangezien Texas doorgaans in grote meerderheid op de Republikeinse kandidaat stemt.

## Levensloop

### Jeugd
O'Rourke is een vierde generatie Amerikaan van Ierse afkomst. Zijn familie noemde hem Beto, een in El Paso vrij gebruikelijke Spaanse bijnaam, om hem te onderscheiden van zijn grootvader die ook Robert heette. O'Rourkes moeder was een stiefdochter van Fred Korth, minister van Marine onder president John F. Kennedy. Zijn vader was rechter in El Paso.
Zijn studie volgde O'Rourke aan de Columbia-universiteit. Hij behaalde in 1995 een Bachelor of Arts in de Engelse literatuur. Hij spreekt tevens vloeiend Spaans. Aan het begin van de jaren negentig speelde hij als bassist in een punkband. Als twintiger werd O'Rourke tweemaal gearresteerd, eenmaal voor rijden onder invloed en eenmaal toen hij met vrienden onder een hek van de Universiteit van Texas doorkroop. Tot een veroordeling kwam het in beide gevallen niet. Vanaf het begin van zijn publieke leven is hij open geweest over de arrestaties.
Na zijn terugkeer in El Paso in 2005 begon O'Rourke een technologiebedrijf dat zowel websites als software ontwikkelt. Hij werd ook gekozen in de gemeenteraad van El Paso. Als gemeenteraadslid maakte hij een groot punt van het opknappen van vervallen wijken. In januari 2009 was hij de medeopsteller van een motie om de War on Drugs te heroverwegen, evenals ineffectieve wetten die het gebruik van marihuana verbieden. De resolutie werd unaniem aangenomen, maar burgemeester John Cook sprak zijn veto uit over de wet.

### Lid van het Huis van Afgevaardigden
O'Rourke stelde zich in 2012 verkiesbaar voor het Huis van Afgevaardigden. Hij nam het bij de Democratische voorverkiezingen in het 16e district van Texas op tegen Silvestre Reyer, die er al acht termijnen op had zitten. Hij behaalde 50,5 procent van de stemmen en versloeg vervolgens de Republikeinse Barbara Carrasco bij de algemene verkiezingen.
Samen met de Republikein Steve Pearce uit de staat New Mexico stelde hij wetgeving voor waardoor het toezicht op de Amerikaanse grensbewaking wordt verbeterd. In 2014 nam hij afstand van president Barack Obama, die door middel van een executive order het Congres omzeilde en zo verhinderde dat 5 miljoen illegale immigranten zouden worden gedeporteerd. Volgens O'Rourke was het doel nobel, maar kon de manier waarop het gebeurde niet door de beugel. O'Rourke steunde in 2016 Tim Ryan, die Nancy Pelosi uitdaagde voor het fractievoorzitterschap van de Democraten in het Huis van Afgevaardigden. O'Rourke vond dat het tijd was voor nieuw leiderschap, maar Pelosi kwam als winnaar uit de strijd.

### Kandidaat voor de Senaat

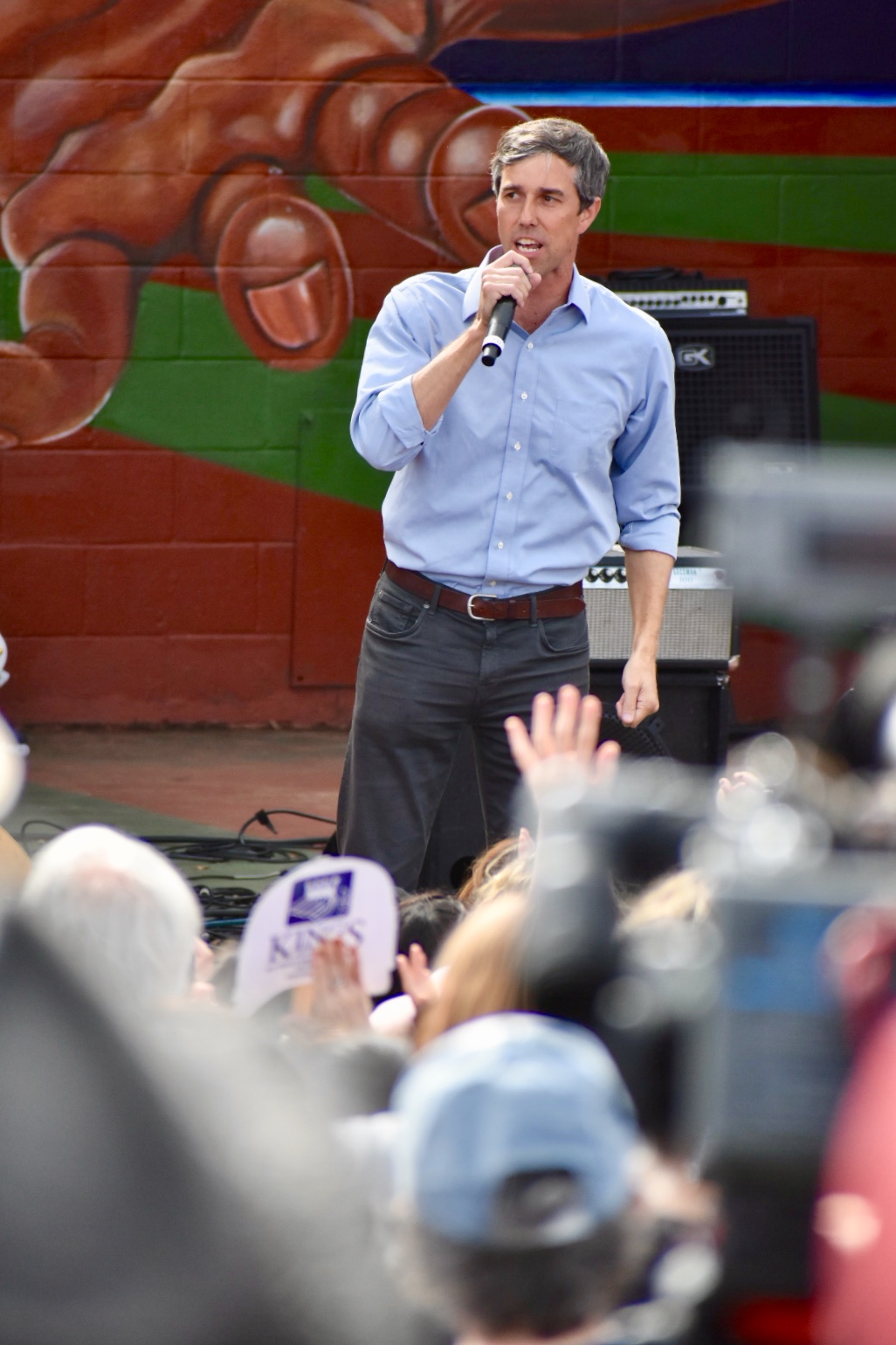
O'Rourke op campagne in november 2018

O'Rourke kondigde in maart 2017 zijn kandidatuur aan voor de Senaat. Hij nam het op tegen de voormalige presidentskandidaat en zittend senator Ted Cruz. Sinds 1994 had geen Democraat meer gewonnen bij verkiezingen voor de Senaat of het gouverneurschap in Texas. O'Rourke deed het beter dan verwacht in de peilingen en kreeg daardoor veel financiële steun. Hij bezocht alle 254 counties. In het derde kwartaal van 2018 haalde hij 38 miljoen dollar aan donaties binnen, drie keer meer dan Cruz in datzelfde kwartaal. Er werd een record gevestigd van meeste donaties voor een verkiezing voor een enkele senaatszetel.
O'Rourke onderscheidde zich op tal van punten van Cruz. Hij was voor strengere wapencontroles, liberalere drugswetgeving en meer rechten voor LGBT-ers. Ook erkent hij dat de aarde opwarmt en wil dat de VS inzet op duurzame energie. Hij is pro-choice wat betreft abortus. Het besluit van president Donald Trump om de Amerikaanse ambassade in Israël naar Jeruzalem te verplaatsen noemde O'Rourke een provocatie.

### Presidentsverkiezingen in 2020
O'Rourkes naam werd regelmatig genoemd als Democratische presidentskandidaat om het in 2020 op te nemen tegen Donald Trump. O'Rourke heeft eerder geweigerd om zich kandidaat te stellen in 2020 vanwege zijn gezin met jonge kinderen, maar kondigde in november 2018 aan dat hij toch een kandidatuur overwoog.
Op 14 maart 2019 kondigde hij zijn kandidatuur officieel aan. Op dat moment gaf zo'n 9 procent van het electoraat in de peilingen aan dat zij voor O'Rourke zouden kiezen als Democratische presidentskandidaat. Tijdens het eerste half jaar van zijn campagne slaagde hij er niet in op te vallen, waardoor eind oktober nog maar 2 tot 3 procent van de kiezers O'Rourke opgaf als eerste voorkeur. Het gebrek aan steun was voor O'Rourke reden op 1 november 2019 de handdoek in de ring te gooien. Via Twitter maakte hij bekend zijn campagne stop te zetten.

### Kandidaat gouverneurschap Texas 2022
Op 19 november 2021 maakte O'Rourke bekend zich kandidaat te stellen voor het gouverneurschap van Texas. In maart 2022 won hij de Democratische voorverkiezingen, waarbij serieuze concurrentie ontbrak. Vervolgens verloor O'Rourke met een verschil van meer dan elf procent van de zittende Republikeinse gouverneur Greg Abbott.

## Persoonlijk
O'Rourke is getrouwd met Amy Hoover Sanders, de dochter van Louann en William Sanders. Samen met zijn vrouw heeft O'Rourke drie kinderen. Het gezin is lid van de Rooms-Katholieke Kerk.
- Gemeinsame Normdatei: 1273245636
- International Standard Name Identifier: 0000 0003 5619 3043
- Library of Congress Control Number: n2011055842
- MusicBrainz: c5b826fd-f2da-4675-9099-5d9112847327
- Biographical Directory of the United States Congress: O000170
- Virtual International Authority File: 182442190
- WorldCat: E39PBJfWWYkBqXcfHTBhWCQwmd